# Хальфа-эль-Джадида
Хальфа-эль-Джадида или Нью-Хальфа (араб. حلفا الجديدة‎) — город на востоке Судана, расположенный на территории штата Кассала.
Строительство города началось в 1965 году и соответствовало плану по переселению жителей города Вади-Хальфа и окрестных деревень, затопленных в ходе ввода в эксплуатацию водохранилища Насер.

## Географическое положение
Город находится в юго-западной части штата, на высоте 459 метров над уровнем моря.
Хальфа-эль-Джадида расположен на расстоянии приблизительно 85 километров к западу от Кассалы, административного центра провинции и на расстоянии 323 километров к востоку от Хартума, столицы страны.

## Климат
| Показатель                     | Янв. | Фев. | Март | Апр. | Май  | Июнь | Июль | Авг. | Сен. | Окт. | Нояб. | Дек. | Год   |
| ------------------------------ | ---- | ---- | ---- | ---- | ---- | ---- | ---- | ---- | ---- | ---- | ----- | ---- | ----- |
| Средний суточный максимум, °C  | 33,2 | 35   | 38,8 | 41,4 | 42,3 | 40,7 | 37,2 | 35,9 | 37,6 | 39,2 | 37    | 34,4 | 37,7  |
| Средняя температура, °C        | 23,9 | 25,3 | 28,5 | 31,3 | 33,5 | 32,9 | 30,3 | 29,3 | 30,3 | 30,8 | 28,1  | 25,1 | 29,1  |
| Средний суточный минимум, °C   | 14,6 | 15,6 | 18,1 | 21,3 | 24,6 | 25   | 23,5 | 22,8 | 22,9 | 22,4 | 19,2  | 15,9 | 20,5  |
| Норма осадков, мм              | 0    | 0    | 0,3  | 1,6  | 10,1 | 23,7 | 76   | 81,8 | 36,5 | 7,7  | 0,6   | 0    | 238,3 |
| Источник: World Climate Charts |      |      |      |      |      |      |      |      |      |      |       |      |       |

## Демография
По данным последней официальной переписи 1993 года, население составляло 54 110 человек.
Динамика численности населения города по годам:
| 1973   | 1983   | 1993   | 2012    |
| ------ | ------ | ------ | ------- |
| 24 373 | 38 132 | 54 110 | 108 354 |

## Экономика
Хальфа-эль-Джадида — значимый центр сельскохозяйственного производства. В городе расположен сахарный завод.

## Транспорт
К востоку от города расположен аэропорт (IATA: NHF; ICAO: HSNH).